# Франк Іван Миколайович
Іван Миколайович Франк (нар. 26 серпня 1947, Літиня - 31 січня 2024, Львів) — український графік і педагог; член Львівської організації Спілки радянських художників України з 1989 року. Заслужений діяч мистецтв України з 2015 року.

## Біографія
Народився 26 серпня 1947 року в селі Літині (нині Дрогобицький район Львівської області, Україна). Упродовж 1963—1968 років навчався на відділені скульптури в Львівському училищі прикладного мистецтва імені Івана Труша; у 1970—1975 роках — на відділені художньої кераміки у Львівському державному інституті прикладного та декоративного мистецтва. Його викладачами були Микола Скибінський, Зеновій Флінта. Дипломна робота — декоративні пласти «Людина і природа» (керівник Зенон Флінта, оцінка — відмінно).
З 1975 року викладав на кафедрі художньої кераміки у Львівському інституті прикладного та декоративного мистецтва; доцент з 1993 року; з 2006 року — професор. В 2004-2024 рр. завідував кафедрою художнього металу Львівської національної академії мистецтв. Жив у Львові, в будинку на вулиці Зимовій, № 18.

## Творчість
Працював в галузі декоративної та монументальної кераміки, а також у галузі графіки та малярства. Серед робіт:
графіка
- «Людські творіння» (1970-ті);
- «Сім'я» (1970-ті);
- «Катастрофа землі» (1970-ті);
- «Відлуння плачу» (1970-ті);
- «Оплакування» (1974);

скульптура
- «Григорій Сковорода» (1973);
- «Моїсей» (1980);
- «Хмарка» (1980);
- «Жіночий торс» (1980);
- «День і ніч» (1988);
- «Роздуми Христа» (1995);
- «Довбуш» (1998);
- «Ворони» (2003);
- «Купол каплиці Боїмів» (2007);
- «Блудний син» (2007);
- «Христос іде по воді» (2007).

Учасник обласних, зональних, республіканських, всесоюзних, зарубіжних виставок. Упродовж 1988—2016 років організував 12 персональних виставок кераміки, графіки, малярства.
Твори художника знаходяться в музеях Львова та Києва, приватних колекціях в Україні та за кордоном.